# Another×Alice
『Another×Alice』（アナザー×アリス）は、MagNETより配信されているソーシャルゲーム。基本プレイ無料（アイテム課金制）。
全ユーザー参加型《物語×ソーシャルバトルゲーム》と銘打たれ、プレイヤーの行動により全体のストーリーが変容することを最大の特徴としている。
スマートフォンでの登録にはメールアドレス、パスワード、登録確認が必要。

## 概要
登録プレイヤーはアナザーと呼ばれるアバターを作成し、バトルや塔（ダンジョン）の探索、他のアナザーや特殊なNPCとの会話を行う。
ストーリーは三部構成である。

## ストーリー
舞台は、四月島。この島は1年前に起きた大災害以来、夜が明けずにいた。そして、現在、4人の魔女達が特殊な体を持つアナザーを使って四月島の覇権を巡って、日夜戦い続けている。アナザー達は戦いを続けたり、デビル達から噂を集めたり、贖罪の塔を探索したりする中で、自分達が戦い続ける理由やこの島の秘密を知っていく。そして、贖罪の塔の最上階では、大災害から唯一生き残った少女・アリスが眠りながらアナザーの到着を待ち続けているのであった。

## キャラクター

### 魔女とファウスト
強大な魔力を持つ魔女達。四月島の統治権を賭けて、日夜戦いを続けているが、その目的は不明。第二章開始時にファウストのウィッカが誕生。
クルーデリス
冷酷な魔女。東のウィッカを支配する。イメージカラーは翡翠色。
イーラ
憤怒の魔女。西のウィッカを支配していた。現在は四月島から開放され、島にいない。イメージカラーは黄金色。
ヴェーラ
虚栄の魔女。現西ウィッカを支配する。元はイーラの使い魔。イーラが四月島から開放され西ウィッカの先導者がいなくなったため、現在彼女が魔女となり西ウィッカのアナザーをまとめている。
ミセリア
不幸の魔女。南のウィッカを支配する。イメージカラーは赤。
クピドゥス
強欲な魔女。北のウィッカを支配する。イメージカラーは紫。
ファウスト
デビルや不吉な男から語られている魔術師の男性。特定の条件を満たした者だけが移籍出来る。（洪水後は消失）

### 店員
アイテム売買やチュートリアルをしてくれる6人姉妹。全員、手首には鎖で繋がれている。
アル
イベントのお知らせを担当している。
イル
アバターを販売している。
ウル
アバターの買取をしてくれる。
エル
マギオ販売を担当している。
クル
チュートリアルの解説をしてくれる。
ワル
末娘。姉達と比べて、無礼な態度が目立つ。贖罪の塔で、ファウストの義眼とアイテムを交換してくれる。
コワル
ワルの使い魔。口癖は、「…デル」

### その他の登場人物
不吉な男
自らの傍観者と呼び、アナザーや魔女達の動向を見守る謎の男性。アナザーに対して重要な言葉を発する事がある。
アリス
四月島で起きた大災害で生き残った唯一の人間の少女。現在は贖罪の塔の最上階で深い眠りについているらしいが、詳細は不明。

## 用語
アナザー
プレイヤーが操作するキャラクター。特殊な身体を持つ。彼らは、自分の所属するウィッカの魔女の為に戦い続けるが、その目的は不明。
1年前の大災害
1年前に四月島を襲った大洪水。これが原因で、アリス以外の島民が死亡した。
ウィッカ
四月島を四分する、４人の魔女を頂点としたコミュニティ。アナザー達は必ず4つのウィッカのうち1つに所属している。
四月島（しつきとう）
本作の舞台。1年前の大災害が原因で、夜が明けずにいる。空には4つの月が浮かんでいる。
贖罪の塔
300階もある高い塔。いつ、誰が何の為に建てたかは不明。アリスはこの塔の最上階で眠っていると言われている。
ソウルストーン
デビルが封じられている宝石。封じられているデビルは自分の力で外に出ることは出来ないが、バトルで得られるハーモニクスアイテム「マギステリウム」を使って閉じ込められたデビルを実体化することが可能。
マギオ
「四月島」で特別な価値を持つ通貨。ガチャを回したり、アイテムと交換が可能。
デビル
本項では、当ゲームの設定について説明。アナザーの戦いで、特殊能力を発揮したり、噂を語ってくれたりする。但し、噂の中には嘘もある模様。